# Ipatinga
Ipatinga este un oraș brazilian situat în Regiunea Metropolitană Vale do Aco, statul Minas Gerais. Populația sa în 2021 era de 267.333 locuitori. Localitatea se învecinează cu districtele municipale Caratinga, Coronel Fabriciano, Mesquita, Santana do Paraíso și Timóteo.